# Véhicules de secours en France
 (janvier 2013).
Si vous disposez d'ouvrages ou d'articles de référence ou si vous connaissez des sites web de qualité traitant du thème abordé ici, merci de compléter l'article en donnant les références utiles à sa vérifiabilité et en les liant à la section « Notes et références ».
Les véhicules de secours en France rassemblent différentes sortes de véhicules et d'engins.

## Ambulance de secours et de soins d'urgence

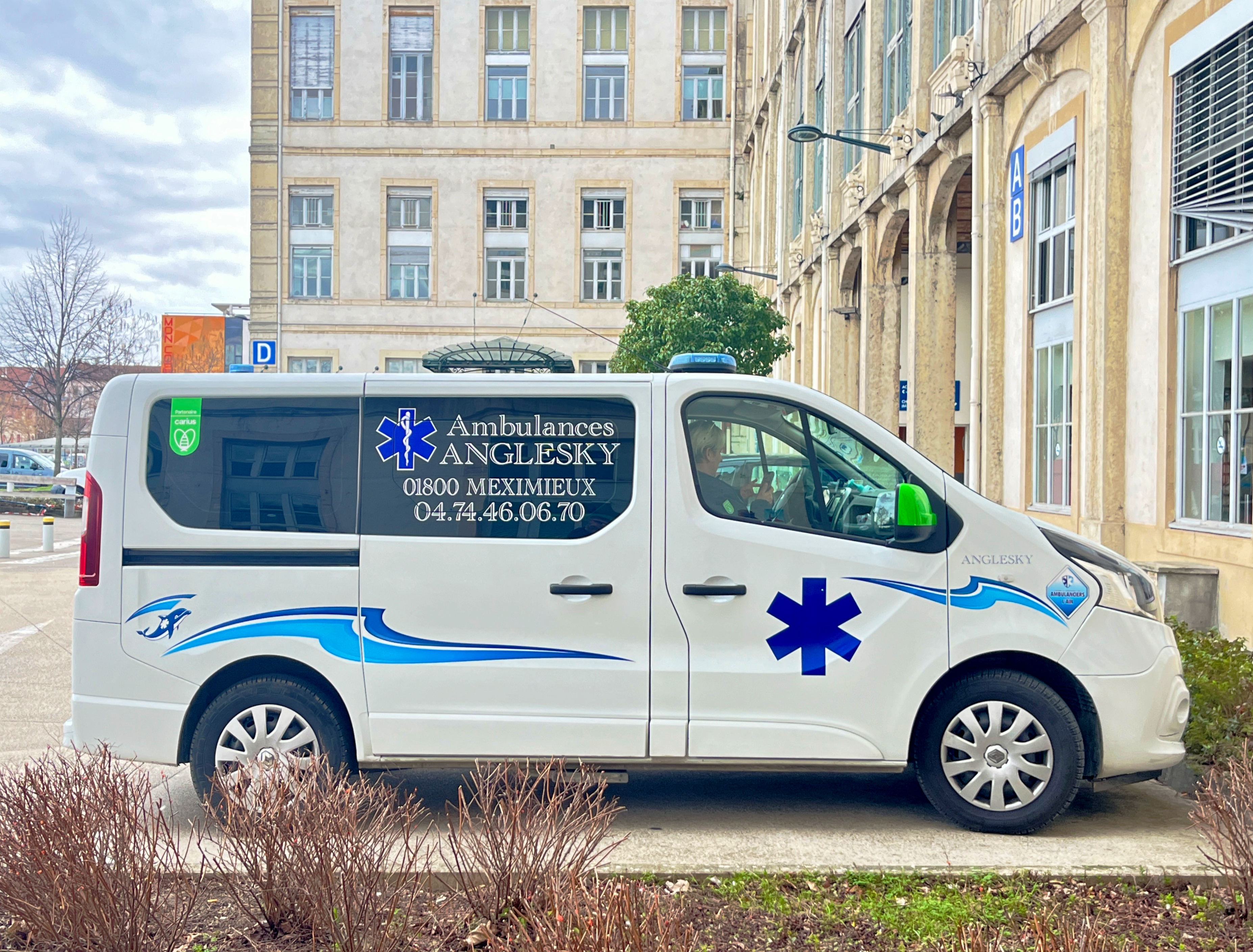
Une ambulance de Meximieux à l'hôpital de la Croix-Rousse en février 2024.

Une ambulance de secours et de soins d'urgence (ASSU) est un type d'ambulance définie dans le droit français. Ce véhicule de secours doit permettre le transport sanitaire d’une personne en position allongée ou demi-assise et d’effectuer les soins d’urgence nécessités. Elle est définie dans la catégorie A du code de la santé publique et correspond aux ambulances des transporteurs sanitaires privés agrées catégorie A (ASSU) ambulances des associations (VPS) ne peuvent intervenir que dans un cadre de plan de secours et du SMUR (UMH).

## Pompiers

### Lutte contre l'incendie
| Véhicule                                       | Sigle   | Image | Notes | Service |
| ---------------------------------------------- | ------- | ----- | --- | ------- |
| Camion d'accompagnement                        | CA      |       | Le CA (Camion d'Accompagnement) est uniquement présent à la BSPP (Brigade des Sapeurs-Pompiers de Paris). Son équivalent civil est le CDHR.                                                    |         |
| Camion-citerne feux de forêts                  | CCF     |       | En 2017, 3 830 camion-citerne feux de forêts sont en service. Le CCFS existe avec une réserve (tonne) de 9 000, 11 000 ou 13 000 litres (appelés respectivement "CCFS", "CCFS 11", "CCFS 13"). |         |
| Camion-citerne feux de forêts léger            | CCFL    |       | En 2017, 3 830 camion-citerne feux de forêts sont en service. Le CCFS existe avec une réserve (tonne) de 9 000, 11 000 ou 13 000 litres (appelés respectivement "CCFS", "CCFS 11", "CCFS 13"). |         |
| Camion-citerne feux de forêts moyen            | CCFM    |       | En 2017, 3 830 camion-citerne feux de forêts sont en service. Le CCFS existe avec une réserve (tonne) de 9 000, 11 000 ou 13 000 litres (appelés respectivement "CCFS", "CCFS 11", "CCFS 13"). |         |
| Camion-citerne feux de forêts super            | CCFS    |       | En 2017, 3 830 camion-citerne feux de forêts sont en service. Le CCFS existe avec une réserve (tonne) de 9 000, 11 000 ou 13 000 litres (appelés respectivement "CCFS", "CCFS 11", "CCFS 13"). |         |
| Camion citerne grande capacité                 | CCGC    |       | |         |
| Camion citerne incendie                        | CCI     |       | |         |
| Camion citerne rural                           | CCR     |       | |         |
| Camion citerne rural léger                     | CCRL    |       | |         |
| Camion citerne rural moyen                     | CCRM    |       | |         |
| Camion dévidoir hors route                     | CDHR    |       | |         |
| Camionnette d'Interventions Diverses           | CID     |       | |         |
| Camion d'incendie en montagne                  | CIM     |       | |         |
| Camionnette de réserve d'air comprimé          | CRAC    |       | |         |
| Camion poudre                                  | CPo     |       | |         |
| Fourgon d'appui                                | FA      |       | |         |
| Fourgon d'évacuation                           | FE      |       | |         |
| Fourgon incendie léger                         | FIL     |       | |         |
| Fourgon mousse grande puissance                | FMoGP   |       | |         |
| Fourgon pompe                                  | FP      |       | |         |
| Fourgon pompe grande puissance dévidoir        | FPGPD   |       | |         |
| Fourgon pompe-tonne                            | FPT     |       | En 2017, 3 693 véhicules sont en service. |         |
| Fourgon pompe-tonne rural                      | FPTR    |       | |         |
| Fourgon pompe-tonne grande capacité            | FPTGC   |       | |         |
| Fourgon pompe-tonne léger                      | FPTL    |       | |         |
| Fourgon pompe-tonne secours routier            | FPTSR   |       | |         |
| Fourgon pompe-tonne secours routier hors-route | FPTSRHR |       | |         |
| Grande puissance dévidoir                      | GPD     |       | |         |
| Lance à mousse remorquable                     | LMR     |       | |         |
| Motopompe remorquable                          | MpR     |       | |         |
| Premier secours évacuation                     | PSE     |       | Véhicule mixte, à la fois secours à personnes et lutte contre l'incendie. Il est unique à la BSPP.                                                                                             | 1985 -  |
| Premier-secours mousse                         | PSM     |       | |         |
| Premier secours tonne                          | PST     |       | |         |
| Producteur de mousse                           | PrM     |       | |         |
| Véhicule d'assistance respiratoire             | VAR     |       | |         |
| Véhicule d'intervention de voie publique       | VIVP    |       | |         |
| Véhicule d'intervention rapide                 | VIR     |       | |         |
| Véhicule léger d'intervention et de secours    | VLIS    |       | |         |
| Véhicule de première intervention              | VPI     |       | |         |
| Véhicule de première intervention léger        | VPIL    |       | |         |
| Véhicule de sécurité incendie                  | VSI     |       | |         |
| Véhicule premiers secours d'incendie           | VPSI    |       | |         |
| Véhicule mousse                                | VP      |       | |         |
| Véhicule mousse aérodrome                      | VMA     |       | |         |
| Véhicule mousse raffinerie                     | VMR     |       | |         |
| Véhicule technique commando                    | VTCom   |       | |         |

### Secours à personnes
| Véhicule                                                    | Sigle     | Image | Notes | Service          |
| ----------------------------------------------------------- | --------- | ----- | --- | ---------------- |
| Ambulance de réanimation                                    | AR        |       | Dans les services de Pompiers en France, ce véhicule n'existe qu'à la Brigade de sapeurs-pompiers de Paris et au Bataillon de marins-pompiers de Marseille. | SAMU, BSPP, BMPM |
| Ambulance de secours et de soins d'urgence                  | ASSU      |       | |                  |
| Caisson mobile hyperbare                                    | CMH       |       | |                  |
| Moto de premiers secours                                    | MPS       |       | |                  |
| Premier secours                                             | PS        |       | |                  |
| Premier secours évacuation                                  | PSE       |       | Véhicule mixte, à la fois secours à personnes et lutte contre l'incendie. Il est unique à la BSPP.                                                          | 1985 -           |
| Premier secours relevage                                    | PSR       |       | |                  |
| Véhicule d'évacuation sanitaire                             | VES       |       | |                  |
| Véhicule léger médicalisé                                   | VLM       |       | |                  |
| Véhicule de secours et d'assistance aux victimes            | VSAV      |       | En 2017, 6 301 véhicules sont en service. Il est le véhicule le plus répandu.                                                                               |                  |
| Véhicule de secours routier                                 | VSR       |       | |                  |
| Véhicule de secours routier en ravin                        | VSR RAVIN |       | |                  |
| Véhicule de secours et d'assistance aux victimes hors route | VSAVHR    |       | |                  |

### Moyens fluviaux
| Véhicule                                            | Sigle | Image |  |  |
| --------------------------------------------------- | ----- | ----- |  |  |
| Canot de sauvetage léger                            | CSL   |       |  |  |
| Embarcation de secours et d'assistance aux victimes | ESAV  |       |  |  |
| Vedette d'intervention                              | VeDI  |       |  |  |

### Remorques
| Véhicule                         | Sigle | Sigle | Image |
| -------------------------------- | ----- | ----- | ----- |
| Compresseur remorquable          | SPCR  | SPCR  |       |
| Motopompe remorquable            | MPR   | MPR   |       |
| Porte-à-flot                     | PF    | PF    |       |
| Plate-forme de remorquage        | PFE   | PFE   |       |
| Remorque                         | SPR   | R     |       |
| Remorque d'éclairage             | REC   | REC   |       |
| Remorque de transport            | RT    | RT    |       |
| Remorque de travail              | RTRA  | RTRA  |       |
| Remorque immeuble grande hauteur | RIGH  | RIGH  |       |

### Soutien
| Véhicule                                                              | Sigle   | Image |
| --------------------------------------------------------------------- | ------- | ----- |
| Camion benne                                                          | CB      |       |
| Camion benne léger                                                    | CBL     |       |
| Camion école                                                          | CECO    |       |
| Camion de transport                                                   | SPCT    |       |
| Camionnette soutien de plongée                                        | CSP     |       |
| Dépanneuse                                                            | DEP     |       |
| Fourgonnette                                                          | SPF     |       |
| Moto                                                                  | SPM     |       |
| Véhicule d'appui GREP (Groupe de Recherche et d'Exploration Profonde) | VEG     |       |
| Véhicule d'appui logistique                                           | VAL     |       |
| Véhicule assistance technique                                         | VAT     |       |
| Véhicule d'appui télécommunications et informatique                   | VATI    |       |
| Véhicule de liaison                                                   | SPVL    |       |
| Véhicule de liaison chef de groupe                                    | VLCG    |       |
| Véhicule de liaison tout-terrain                                      | VLTT    |       |
| Véhicule logistique alimentaire                                       | VLOG    |       |
| Véhicule de servitude                                                 | SP      |       |
| Véhicule de soutien cynotechnique                                     | VSC     |       |
| Véhicule de soutien homme                                             | VSH     |       |
| Véhicule équipe d'intervention image                                  | VEII    |       |
| Véhicule porte-berce Véhicule porte-cellule                           | VPB VPC |       |
| Véhicule tracteur                                                     | SPT     |       |
| Véhicule transport de personnel                                       | VTP     |       |

### Divers
| Véhicule                                            | Sigle  | Image | Notes                                                            |
| --------------------------------------------------- | ------ | ----- | ---------------------------------------------------------------- |
| Bras élévateur articulé                             | BEA    |       |                                                                  |
| Camion d'éclairage lourd                            | CEL    |       |                                                                  |
| Cellule d'étaiement et de sauvetage-déblaiement     | CESD   |       | Transportée sur un véhicule porte-cellule (VPC).                 |
| Camion de désincarcération                          | CD     |       |                                                                  |
| Camion de désincarcération et éclairage             | CDE    |       |                                                                  |
| Camion de soutien opérationnel                      | CSO    |       |                                                                  |
| Camion grue                                         | CG     |       |                                                                  |
| Camion porte-barrage                                | CPB    |       |                                                                  |
| Cellule d'éclairage dénoyage ventilation            | CEDV   |       |                                                                  |
| Cellule mobile d'intervention chimique              | CMIC   |       |                                                                  |
| Echelle pivotante                                   | EP     |       |                                                                  |
| Échelle automatique tout-terrain                    | EATT   |       |                                                                  |
| Échelle pivotante à action combinée                 | EPAC   |       |                                                                  |
| Échelle pivotante automatique                       | EPA    |       |                                                                  |
| Échelle pivotante automatique à nacelle             | EPAN   |       |                                                                  |
| Échelle pivotante automatique séquentielle          | EPAS   |       |                                                                  |
| Échelle pivotante semi-automatique                  | EPSA   |       |                                                                  |
| Échelle sur porteur                                 | ESP    |       |                                                                  |
| Fourgon mixte                                       | FM     |       |                                                                  |
| Fourgon secours                                     | FS     |       | Equivalent du VTU et VID, uniquement en Alsace.                  |
| Fourgon de secours technique                        | FST    |       |                                                                  |
| Fourgon de protection                               | PR     |       |                                                                  |
| Fourgon de protection d'éclairage et de ventilation | PEV    |       |                                                                  |
| Fourgon producteur de mousse                        | PRM    |       |                                                                  |
| Porteur d'échelle                                   | PE     |       |                                                                  |
| Spécialiste intervention subaquatique               | SIS    |       |                                                                  |
| Véhicule accompagnement santé                       | VAS    |       |                                                                  |
| Véhicule ange gardien                               | VG     |       | Utilisé par les Pompiers de Paris sur le Centre Spatial Guyanais |
| Véhicule d'intervention risques technologiques      | VIRT   |       |                                                                  |
| Vehicule d'intervention en milieu périlleux         | VIMP   |       |                                                                  |
| Véhicule de reconnaissance robotisé                 | VRR    |       |                                                                  |
| Véhicule de protection et de sécurité               | VPS    |       |                                                                  |
| Véhicule plongeursFourgon de plongée                | VPL FP |       |                                                                  |
| Véhicule des équipes cynotechniques                 | VEC    |       |                                                                  |
| Véhicule des équipes cynotechniques                 |        |       |                                                                  |
| Véhicule intervention grande intempérie             | VIGI   |       |                                                                  |
| Véhicule léger d'opérations diverses                | VLOD   |       |                                                                  |
| Véhicule poste de commandement                      | VPC    |       |                                                                  |
| Véhicule poste de commandement du chef de colonne   | VPCC   |       |                                                                  |
| Véhicule pour interventions diverses                | VID    |       |                                                                  |
| Véhicule radiologique et chimique                   | VRCH   |       |                                                                  |
| Véhicule tout usage                                 | VTU    |       |                                                                  |
| Véhicule tout usage et transport de personnel       | VTUTP  |       |                                                                  |